# São Francisco de Assis do Piauí
São Francisco de Assis do Piauí é um município brasileiro do estado do Piauí. Localiza-se a uma latitude 08º14'16" sul e a uma longitude 41º41'10" oeste, estando a uma altitude de 415 metros. Sua população em 2022 foi de 5.572 habitantes.